# Rahnsdorf (Zahna)
Rahnsdorf is een plaats en voormalige Duitse gemeente. Sinds 1 juli 2003 is het een stadsdeel van de gemeente Zahna, later Zahna-Elster, in de Duitse deelstaat Saksen-Anhalt, en maakt deel uit van de Landkreis Wittenberg.
Rahnsdorf telt 226 inwoners.